# 445 Edna
445 Edna là một tiểu hành tinh lớn ở vành đai chính. Nó được E. F. Coddington phát hiện ngày 2.10.1899 ở Mount Hamilton, California, và được đặt theo tên Edna, vợ của nhà từ thiện Julius F. Stone. Đây là tiểu hành tinh thứ ba và cuối cùng do ông phát hiện.